# Amigos do Caramuru
Amigos do Caramuru foi uma escola de samba de Florianópolis, em Santa Catarina.

## História
Desfilou no Carnaval de Florianópolis em 2012, ano que a prefeitura da capital catarinense criou um grupo de acesso por decreto e chamou novos blocos e escolas. A escola venceu o certame, mas não subiu para o Grupo Especial devido ao um conflito de organização entre a prefeitura de Florianópolis, a Liga das Escolas de Samba de Florianópolis (LIESF) e a Legranf (Liga das Escolas de Samba da Grande Florianópolis) - a LIESF considerou que aquela edição foi um desfile de apresentação.
Em 2014, com as ligas em união e as pendências com a prefeitura resolvidas, a Amigos do Caramuru retornou a Passarela Nego Quirido, onde desfilaria por mais dois anos. Em 2015, a escola foi desfiliada pela LIESF após não atingir os requisitos mínimos no desfile e não voltou mais a Nego Quirido.

## Segmentos

### Presidentes
| Nome      | Mandato        | Ref.  |
| --------- | -------------- | ----- |
| Eli Lopes | ? - atualidade | [ 6 ] |

### Diretores
| Ano  | Diretor de Carnaval | Diretor geral de harmonia | Mestre de bateria | Ref.  |
| ---- | ------------------- | ------------------------- | ----------------- | ----- |
| 2012 |                     | Anderson Roque            |                   | [ 7 ] |
| 2016 |                     |                           |                   |       |

### Coreógrafo
| Ano  | Nome          | Ref.  |
| ---- | ------------- | ----- |
| 2012 | Carlos Cabral | [ 7 ] |
| 2016 |               |       |

### Casal de Mestre-sala e Porta-bandeira
| Ano  | Nome           | Ref.  |
| ---- | -------------- | ----- |
| 2012 | Renan e Gisele | [ 7 ] |
| 2016 |                |       |

### Rainhas de bateria
| Período | Rainha | Madrinha | Ref. |
| ------- | ------ | -------- | ---- |
| 2016    |        |          |      |

## Carnavais
| Ano  | Colocação         | Grupo             | Enredo | Carnavalesco      | Intérprete        | Ref.               |
| ---- | ----------------- | ----------------- | --- | ----------------- | ----------------- | ------------------ |
| 2011 | 3º lugar          | Acesso            | |                   |                   | [ 8 ]              |
| 2012 | Campeã            | acesso            | Quem é você? Tire sua máscara, eu quero saber!!! Compositores:Paulinho Carioca, Vicente Marinheiro e Duda do Cavaco. | Paulinho Trindade |                   | [ 7 ] [ 9 ] [ 10 ] |
| 2013 | DESFILE CANCELADO | DESFILE CANCELADO | DESFILE CANCELADO | DESFILE CANCELADO | DESFILE CANCELADO |                    |
| 2014 | Vice-campeã       | Acesso            | |                   |                   | [ 11 ]             |
| 2015 | 5º lugar          | Acesso            | |                   |                   | [ 12 ]             |
| 2016 |                   |                   | |                   |                   |                    |